# 29850 Tanakagyou
29850 Tanakagyou este un asteroid din centura principală de asteroizi.

## Descriere
29850 Tanakagyou este un asteroid din centura principală de asteroizi. A fost descoperit pe 19 martie 1999 la Socorro, New Mexico, în cadrul proiectului LINEAR. Asteroidul prezintă o orbită caracterizată de o semiaxă mare de 2,60 ua, o excentricitate de 0,01 și o înclinație de 2,4° în raport cu ecliptica.